# John Marshal, 2. Baron Marshal
John Marshal, 2. Baron Marshal (* 1. August 1292; † 12. August 1316) war ein englischer Adliger und erblicher Marshal of Ireland.
John Marshal entstammte einer Nebenlinie der Familie Marshal. Er war der Sohn und Erbe von William Marshal, 1. Baron Marshal aus dessen Ehe mit Christian Fitzwalter. Als sein Vater am 24. Juni 1314 in der Schlacht von Bannockburn fiel, erbte er von ihm den englischen Titel Baron Marshal sowie das Hofamt des Marschalls von Irland. Als Baron wurde er nie ins Englische Parlament geladen und starb bereits 1316 kinderlos.
Seine Erbin war seine Schwester Hawise († vor 1327), die mit Robert de Morley, 2. Baron Morley verheiratet war. Sie und ihre Nachfahren, die Barone Morley, haben den Titel Baron Marshal nie rechtswirksam beansprucht, so dass dieser Titel seit 1316 ruht. Die Erben führten jedoch das Amt des Marshal of Ireland weiter.